# Marea mahmureală 2
Marea mahmureală 2 (titlu original: The Hangover Part II) este un film american de comedie din 2011 regizat de Todd Phillips care a scris și scenariul împreună cu Craig Mazin și Scot Armstrong. Rolurile principale au fost interpretate de actorii Bradley Cooper, Ed Helms, Zach Galifianakis, Ken Jeong și Jeffrey Tambor. Este continuarea filmului Marea mahmureală din 2009 și este urmat de Marea mahmureală 3 din 2013.
Acesta spune povestea lui Phil, Stu, Alan și Doug în timp ce călătoresc în Thailanda pentru nunta lui Stu. După petrecerea burlacilor din Las Vegas, Stu nu riscă și optează pentru un brunch înainte de nuntă sigur și liniștit. Lucrurile nu merg așa cum a fost planificat, rezultând o altă mahmureală, fără amintiri din noaptea precedentă.
Dezvoltarea filmului a început în aprilie 2009, cu două luni înainte ca filmul original să fie lansat. Actorii principali au fost selectați în martie 2010 pentru a-și relua rolurile din primul film. Producția a început in octombrie 2010, cu filmări în Ontario, California, înainte de a se muta in Thailanda. Filmul a fost lansat la 26 mai 2011 și a fost comedia cu rating R cu cele mai mari încasări în timpul distribuției sale cinematografice. A avut un buget de 80 de milioane de dolari americani și încasări de 586,8 de milioane de dolari americani.

## Prezentare
Doi ani după evenimentele din Las Vegas, Stu Price călătorește în Thailanda pentru viitoarea sa nuntă cu Lauren, logodnica lui, împreună cu cei trei prieteni ai săi, Doug Billings, Phil Wenneck și Alan Garner. Spre consternarea lui Alan, li se alătură fratele mai mic al lui Lauren, un savant de la Universitatea Stanford pe nume Teddy. La cina de repetiție (dinaintea nunții), tatăl lui Lauren își dezvăluie sentimentele negative față de Stu în timpul unui toast. Mai târziu în acea noapte, Stu se alătură cu ezitare lui Phil, Doug, Alan și Teddy pentru a ciocni o bere. Ei stau la un foc de tabără și prăjesc bezele. Se ține un toast pentru fericirea viitoare a lui Stu și Lauren.
A doua zi, Phil, Stu și Alan se trezesc într-o cameră de hotel dărăpănată din Bangkok. Stu are un tatuaj pe față (ca al lui Mike Tyson) iar capul lui Alan este ras complet. Ei dau peste o maimuță capucin care fumează și descoperă că vechiul lor „prieten”, gangsterul chinez Leslie Chow, i-a însoțit în Thailanda la invitația lui Alan. Ei nu-l pot găsi pe Teddy și descoperă doar un deget tăiat al acestuia. Chow începe să le spună ce s-a întâmplat în noaptea anterioară, dar aparent moare după ce a prizat o linie de cocaină. Panicați, cei trei aruncă cadavrul lui Chow în cutia cu gheață a hotelului.
Vorbesc la telefon cu Doug (care a părăsit focul de tabără mai devreme și a rămas în stațiune) care îi trimite la o secție de poliție pentru a-l lua pe Teddy care ar fi fost arestat. Acolo însă primesc un bătrân călugăr budist într-un scaun cu rotile. Acesta refuză să le dezvăluie ceva, deoarece a făcut un jurământ de tăcere. 
După ce găsesc o carte de vizită se duc într-un salon de tatuaj din apropiere, unde Stu și-a făcut tatuajul. Aici află că au început o luptă care a escaladat într-o revoltă de stradă. Cei trei îl duc înapoi pe călugăr la templul său, unde sunt încurajați de călugărul șef să mediteze. Alan reușește să-și amintească că au fost la un club de striptease, unde află că Stu a fost sodomizat de o ladyboy. La ieșire, cei trei sunt atacați de doi mafioți ruși care le iau maimuța, iar unul îl împușcă pe Phil în braț.
După ce Phil este tratat la o clinică, Alan mărturisește că noaptea trecută a pus droguri în câteva bezele cu miorelaxante și medicamentele lui pentru ADHD pentru a-l seda pe Teddy, deoarece se temea că ceilalți îl vor da la o parte pe Alan în favoarea lui Teddy, dar a încurcat accidental pungile cu bezele. Phil și Stu sunt furioși că Alan i-a drogat din nou. Stu îl învinovățește pe Alan că i-a ruinat viața și îl atacă, dar Phil îi desparte și le spune că trebuie să rămână uniți. Ei observă ceva scris pe stomacul lui Alan: o adresă și o oră pentru o întâlnire (peste 20 de minute). Astfel se întâlnesc cu un gangster pe nume Kingsley, care le cere parola contului bancar al lui Chow în dimineața următoare în schimbul lui Teddy pe care-l ține ostatic. Ei revin la hotel pentru a încerca să găsească parola lui Chow, doar pentru a descoperi că acesta este încă în viață. Apoi fură maimuța, după ce Chow le dezvăluie că a ascuns codul în vesta acesteia. Sunt urmăriți de mafioții ruși, în timpul căreia maimuța este împușcată și rănită.
După ce a recuperat codul și a lăsat maimuța în fața unei clinici veterinare, grupul încheie înțelegerea cu Kingsley în dimineața următoare. Dar apar agenții Interpolului și îl arestează pe Chow. Kingsley se dovedește a fi un agent sub acoperire, care le spune celor trei că nu știe nimic de Teddy.
Disperat, Phil o sună pe soția lui Doug, Tracy, să-i spună că l-au pierdut pe Teddy. Stu decide să anuleze nunta, să locuiască în Bangkok și să le spună tuturor că Teddy a murit. În timpul unei pene de curent, Stu își dă seama unde este Teddy. Cei trei se grăbesc înapoi la hotel pentru a-l găsi pe Teddy care se află în lift. Teddy s-a trezit mai devreme decât ceilalți, dar a rămas blocat în lift după ce s-a întrerupt curentul când s-a dus să ia gheață pentru degetul tăiat. Cei patru folosesc barca cu motor a lui Chow pentru a se duce înapoi la nuntă.
Ei ajung exact când tatăl lui Lauren este pe cale să anuleze nunta. Stu ține un discurs sfidător prin care respinge ideea socrului său că ar fi un dentist plictisitor; dimpotrivă, el insistă că este destul de sălbatic. Impresionat, tatăl lui Lauren dă cuplului binecuvântarea sa. Alan îi oferă lui Stu un cadou special: un spectacol muzical cu Mike Tyson. Teddy descoperă mai târziu mai multe poze pe care le-a făcut în timpul nopții pe telefonul său mobil înainte de a se descărca bateria. Grupul, împreună cu Tyson, sunt de acord să se uite împreună o dată la imagini înainte de a le șterge. Imaginile arată că Teddy și-a pierdut degetul într-un joc cu cuțitul.

## Distribuție
- Bradley Cooper - Phil Wenneck
- Ed Helms - Dr. Stu Price
- Zach Galifianakis - Alan Garner
- Ken Jeong - Leslie Chow
- Jeffrey Tambor - Sid Garner[7]
- Justin Bartha - Doug Billings
- Paul Giamatti - Kingsley/Detective Peters
- Jamie Chung - Lauren Srisai, logodnica lui Stu[8]
- Sasha Barrese - Tracy Billings, soția lui Doug
- Mason Lee - Teddy Srisai, fratele lui Lauren
- Gillian Vigman - Stephanie Wenneck, soția lui Phil
- Bryan Callen - Samir
- Sondra Currie - Linda Garner, mama lui Tracy și Alan
- Yasmin Lee - Kimmy[9]
- Nirut Sirijanya - Fong Srisai, tatăl lui Lauren
- Penpak Sirikul - Joi
- Crystal the Monkey - The Drug-Dealing Monkey

## Primire
Pe Rotten Tomatoes filmul are un rating de aprobare de 33% bazat pe 247 de recenzii cu o evaluare medie de 4,96/10. Consensul critic al site-ului spune că: „o copie mai crudă, mai întunecată și mai neplăcută a primei pârți, Marea mahmureală 2 nu are elementul surpriză – și cea mai mare parte a bucuriei – care a făcut ca originalul să fie un succes”. Pe Metacritic, filmul are un scor de 44 din 100 bazat pe 40 de critici, indicând „recenzii mixte sau medii”. Publicul chestionat de CinemaScore a acordat filmului o notă medie „A–” pe o scară de la A+ la F.

### Premii și nominalizări
| Premiu                        | Categorie                                           | Primitor                                      | Rezultat     |
| ----------------------------- | --------------------------------------------------- | --------------------------------------------- | ------------ |
| Premiile Teen Choice din 2011 | Choice Movie Actor: Comedy                          | Ed Helms                                      | Nominalizare |
| Premiile Teen Choice din 2011 | Choice Movie Actor: Comedy                          | Zach Galifianakis                             | Nominalizare |
| Premiile Teen Choice din 2011 | Choice Movie: Chemistry                             | Bradley Cooper, Ed Helms și Zach Galifianakis | Nominalizare |
| Premiile Teen Choice din 2011 | Choice Hissy Fit                                    | Ed Helms                                      | Câștigat     |
| Premiile Teen Choice din 2011 | Choice Movie: Male Scene Stealer                    | Ken Jeong                                     | Nominalizare |
| Premiile Teen Choice din 2011 | Choice Movie: Female Scene Stealer                  | Crystal the Monkey                            | Nominalizare |
| 2012 People's Choice Awards   | Favorite Comedy Movie                               |                                               | Nominalizare |
| 2012 People's Choice Awards   | Favorite Ensemble Movie Cast                        |                                               | Nominalizare |
| 2012 People's Choice Awards   | Favorite Comedic Movie Actor                        | Bradley Cooper                                | Nominalizare |
| A 32-a ediție Zmeura de Aur   | Cel mai prost actor într-un rol secundar            | Ken Jeong                                     | Nominalizare |
| A 32-a ediție Zmeura de Aur   | Cea mai proastă refacere sau continuare a unui film |                                               | Nominalizare |
| Premiile MTV Movie & TV       | Best Comedic Performance                            | Zach Galifianakis                             | Nominalizare |